# Catarina Martins

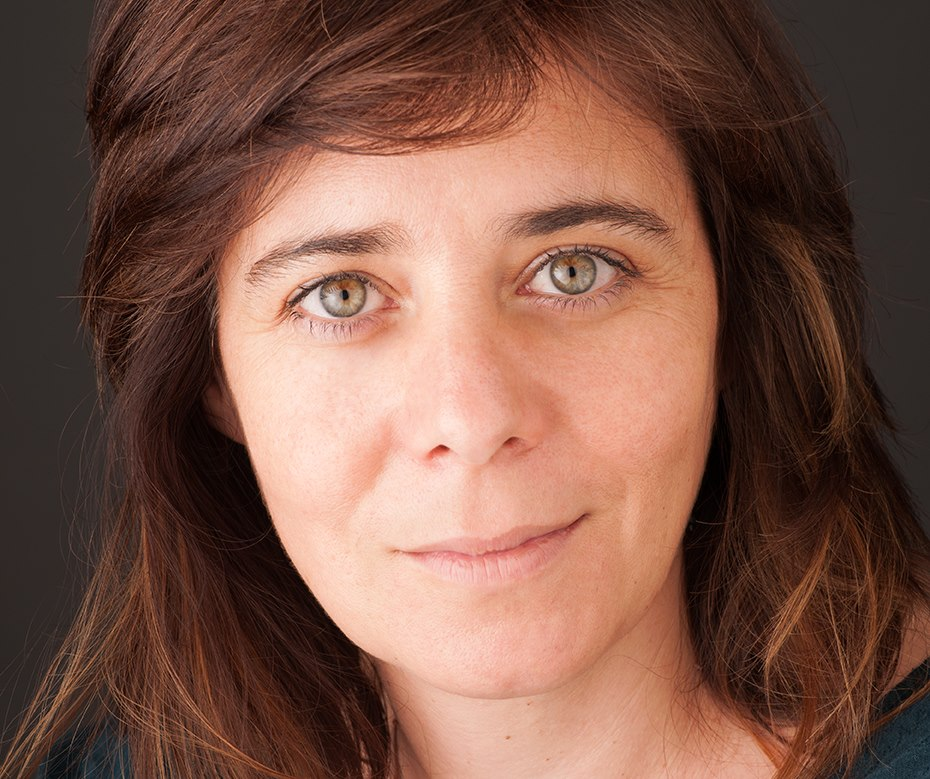
Catarina Martins

Catarina Sonis Martins (Porto, 7 de setembre de 1973) és una lingüista i política portuguesa, amb el càrrec de diputada a l'Assemblea de la República i Coordinadora Nacional del Bloc d'Esquerra.

## Vida personal
Catarina Martins va néixer a Porto el 7 de setembre de 1973. Va anar a l'escola a São Tomé i a Cap Verd on els seus pares treballaven de cooperants. Tornà a Portugal als nou anys i visqué en ciutats com Aveiro, Vila Nova de Gaia i Lisboa. Llicenciada en Llengües i Literatures Modernes, té un màster en Lingüística i estudis de doctorat en Didàctica de les Llengües. Està casada i té dues filles.

## Trajectòria política
Catarina Martins participà des de jove en diversos moviments socials i polítics. Al l'institut lluità contra la Prova General d'Accés i, més tard, a la Universitat de Coïmbra, on estudià Dret, participà en la lluita contra el preu de les matrícules a la universitat. Fou cofundadora, el 1994, de la Companyia de Teatre de Visions Útils i va ser dirigent del Círculo de Iniciação Teatral da Academia de Coimbra i de l'Associação de Profissionais das Artes Cénicas.
Fou elegida diputada a l'Assemblea de la República per primera vegada el 2009, encara com a independent, a les llistes del Bloc d'Esquerra, havent estat reelegida pel cercle de Porto el 2011 i 2015. En els primers anys de mandat integrà les comissions d'Educació, Ciència i Cultura, Economia i Obres Públiques, així com la Subcomissió d'Ètica.
S'adherí al Bloc d'Esquerra i s'incorporà a la direcció el 2010. El 2012, juntament amb João Semedo, succeeix a Francisco Louçã al capdavant del partit. El 2014, en la de la IX Convenció, João Semedo abandona el lideratge, succeint-lo una nova Comissió Permanent de la qual Martins en fou portaveu. El 2016, després de la X Convenció, la Comissió Permanent es dissolgué i Catarina Martins assumí les funcions de Coordinadora del Bloc d'Esquerra.
És en aquest mandat de Catarina Martins que el Bloc d'Esquerra aconseguí el seu millor resultat electoral, obtenint 19 diputats i superant el mitjà milió de vots (10,19%) en les eleccions legislatives.
Un estudi de la consultora de comunicació Imago Llorent & Cuenca, en col·laboració amb la Universitat Catòlica Portuguesa, situà Catarina Martins entre els deu polítics més influents de la xarxa social Twitter. El març de 2017, el Jornal Económico considerà Catarina Martins la dona més influent de Portugal.